# Baie de Tsingoni
La baie de Tsingoni est l'une des baies de l'océan Indien formée par la côte ouest de l'île principale de Mayotte, soit Grande-Terre.